# Leonard Proxauf
Leonard Proxauf (* 27. November 1995 in Berlin) ist ein österreichischer Schauspieler.

## Leben
Proxauf ist der Sohn der Schauspielerin und Schauspielagentin Katja Proxauf. Sein Spielfilmdebüt gab er 2006 mit der Nebenrolle des kindlichen Behrendt in Jörg Rampkes Thriller Lohn deiner Angst (2006). International bekannt wurde er durch die Hauptrolle in Toke Constantin Hebbelns Drama Nimmermeer, das mit dem Student Academy Award ausgezeichnet wurde. 2008 verkörperte er in Heinrich Breloers Literaturverfilmung Buddenbrooks den Christian Buddenbrook, während August Diehl die Figur im Erwachsenenalter spielte.
Höhepunkt in Proxaufs bisheriger Schauspielkarriere war die Nebenrolle des Pfarrerssohnes Martin in Michael Hanekes vielfach preisgekröntem Historiendrama Das weiße Band – Eine deutsche Kindergeschichte (2009), die er im Alter von 14 Jahren spielte. Für die europäische Koproduktion, die von rätselhaften Zwischenfällen in einem norddeutschen Dorf am Vorabend des Ersten Weltkriegs berichtet, erhielt er gemeinsam mit Leonie Benesch den US-amerikanischen Young Artist Award.
Anschließend arbeitete Proxauf auch vermehrt für das Fernsehen. In der ZDF-Krimireihe Der Kommissar und das Meer (2010) spielte er Niklas Anders, den Sohn von Kommissar Robert Anders (Walter Sittler). Im Leipziger Tatort: Kinderland, der im April 2012 erstausgestrahlt wurde, war Proxauf als Paul Tremmel zu sehen. Er spielte einen Jugendlichen, dessen Mutter herausfindet, dass er der Vater des Kindes einer jungen Obdachlosen ist.
In dem Spielfilm Halbschatten (2013), dem Langfilm-Debüt von Nicolas Wackerbarth (Buch und Regie), spielte er, an der Seite von Emma Bading als seine Schwester Emma, den pubertierenden Sohn Felix, der der neuen Lebensgefährtin seines Vaters misstrauisch und abweisend begegnet.
Proxauf hatte außerdem Episodenrollen in den ZDF-Krimiserien SOKO Wismar (2015) und SOKO Leipzig (2015, als tatverdächtiger Jugendlicher Noah Hausmann). Im März 2016 war Proxauf in dem österreichisch-deutschen Coming-of-Age-Film Aus der Haut zu sehen. Er spielte den Schüler Christoph, dessen bester schwuler Freund Milan (Merlin Rose) sich in ihn verliebt.

## Filmografie
- 2006: Lohn deiner Angst
- 2006: Nimmermeer
- 2008: Buddenbrooks
- 2009: Das weiße Band – Eine deutsche Kindergeschichte
- 2009: Gömböc (Kurzfilm)
- 2010: Der Kommissar und das Meer: Laila
- 2011: Dear Mr. Starr
- 2012: Tatort – Kinderland
- 2013: Halbschatten
- 2015: SOKO Wismar – Die Geistersiedlung
- 2015: SOKO Leipzig – Der dunkle Feind
- 2016: Aus der Haut
- 2017: Die Eifelpraxis – Eine Dosis Leben
- 2020: Tatort: Unklare Lage
- 2020: Tatort: National feminin
- 2020: SOKO Leipzig – Vom Himmel gefallen
- 2023: SOKO Hamburg – Von Töchtern und Söhnen
- 2025: SOKO Leipzig – Plan C
- 2025: The World Will Tremble